# 織田信知
織田 信知（おだ のぶとも）は、江戸時代前期の上野国小幡藩の世嗣。官位は従五位下・甲斐守。

## 生涯
3代藩主・織田信久の三男として誕生。母は稲葉信通の娘。
長兄・信盛の死により、正室の所生である信知が小幡藩嫡子となった。しかし、兄と同じく家督相続前に死去した。代わって、庶兄の信就が嫡子となり、のち藩主に就いた。